# Flaga Kamerunu
Flaga Kamerunu w obecnym kształcie została zatwierdzona 20 maja 1975 roku, gdy Kamerun stał się państwem unitarnym. Kolory występujące na fladze to barwy panafrykańskie. Środkowy, czerwony pas symbolizuje jedność (podobnie jak żółta gwiazda), żółty sawanny północnych prowincji, zaś zielony lesiste południe państwa.

## Historyczne wersje flagi

Zaproponowana w 1914 (niezaadoptowana) flaga Kamerunu Niemieckiego
Flaga Kamerunu Brytyjskiego (1922–1961)
Flaga Kamerunu z lat 1957–1961 i od 1961 jako flaga uproszczona
Flaga Kamerunu z lat 1961–1975